# کوه فاکس (کوئینزلند)
کوه فاکس یک آتشفشان خاموش است که در نزدیکی دهکده مانت فاکس، در ۵۰ کیلومتری غرب اینگهام، کوئینزلند در کشور استرالیا واقع شده است.